# Baía Iuratski

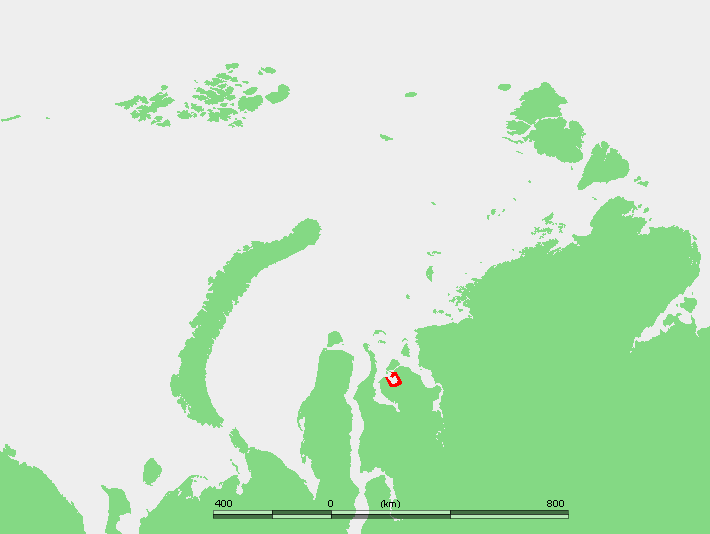
Mapa que mostra a localização da Baía Iuratski.

A Baía Iuratski (em russo:  Юрацкая губа, transl. Iuratskaia guba) é uma enseada na costa siberiana do mar de Kara. Fica na península de Gydan e tem cerca de 45 km de comprimento por 30 km de largura máxima.